# 纏

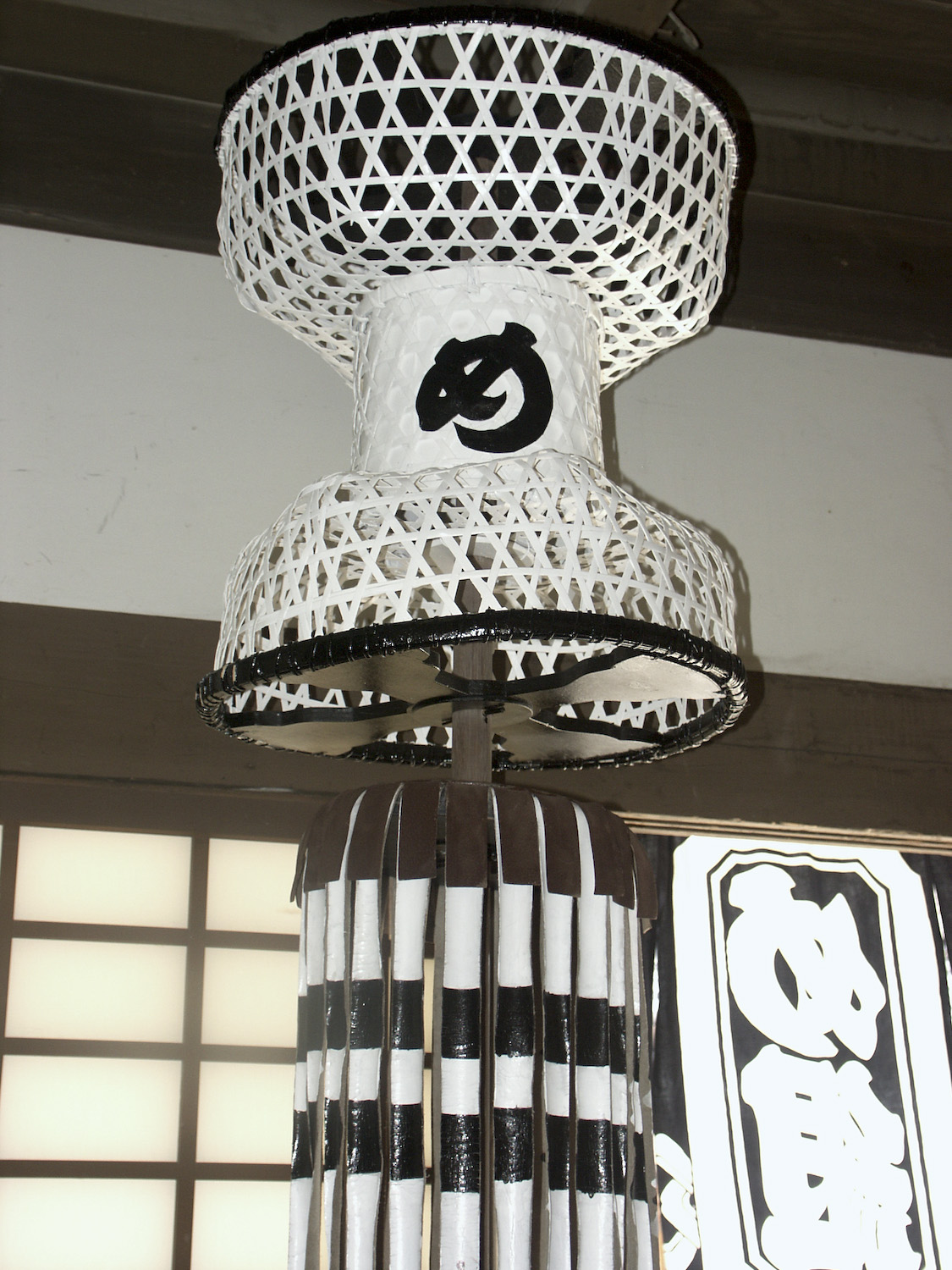
め組的纏（東映太秦映畫村複製）

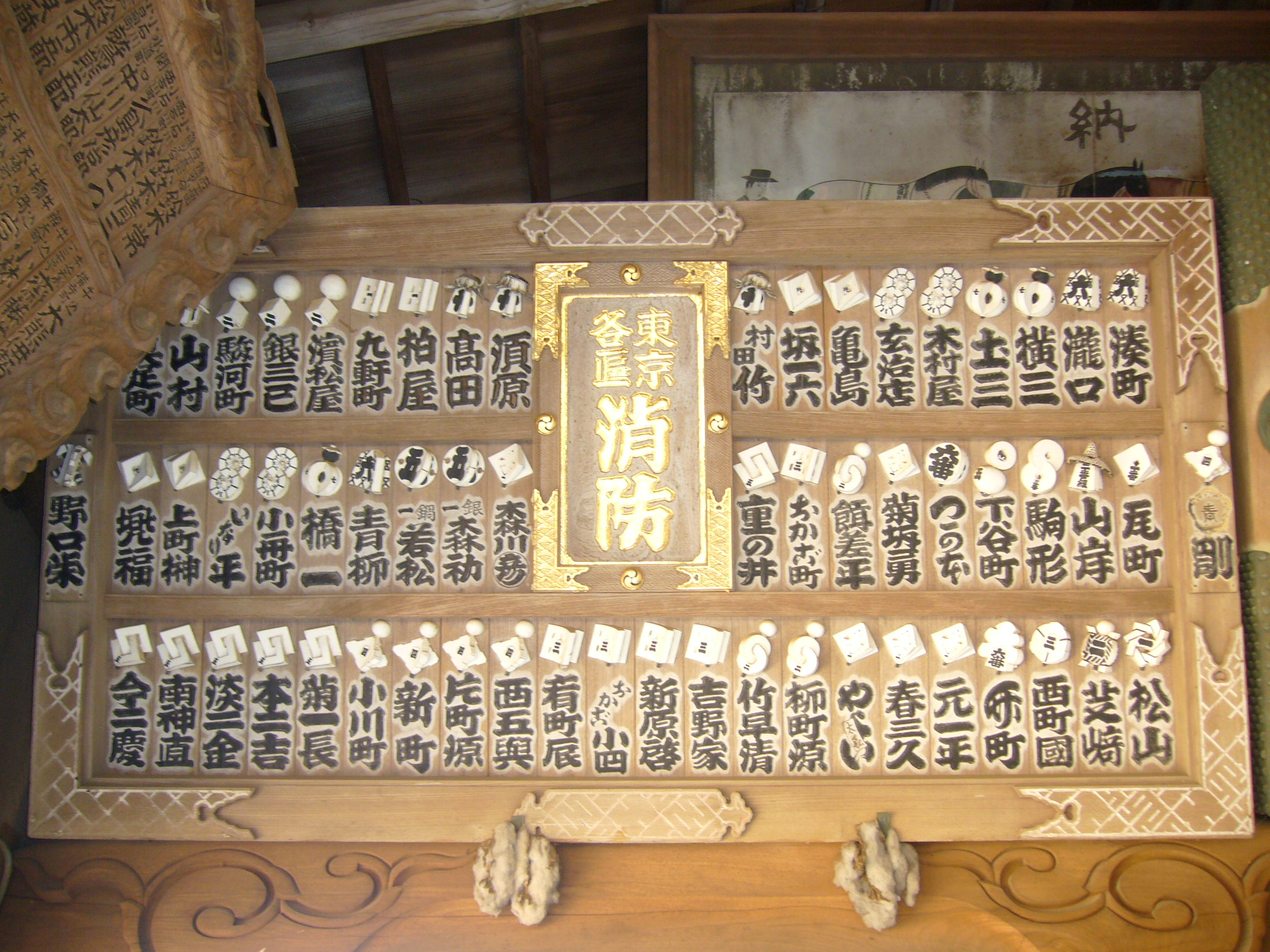
東京消防局奉納、纏設計的框架（香取市山倉大神）

纏（日語：まとい）是江戶時代町火消的各組使用的旗幟。

## 概要
每個組別都有不同的設計。一把“纏”由3部分組成，頂部有一個代表該組別的頭部裝飾「陀志（日語：だし）」、「馬簾（日語：ばれん，頂部懸掛的狹長裝飾品）」的紙質或皮革流蘇，把它拿在手裡並向上擺動或旋轉以及底部有一個木棍手柄。重量約為15至20公斤，相當重，攜帶它跑步、爬梯或在屋頂上晃動都需要很大的體力。
在組中，體力和活力最好的一個被任命為「纏持（日語：纏持ち，まといもち）」。現場，纏持爬上火災背風面的屋頂，揮舞纏作為消防工作的標誌，給予士氣。
截至2000年8月，社團法人江戶消防紀念會保存88把纏。即使在江戶以外的地區，也有使用「纏」的消防員。來自石川縣金澤市的「加賀纏」以當地傳統工藝金箔塗層為特色，至今仍為該市所有 49 個消防團擁有。現役的職人也收到來自城外的維修請求。
消防團的標誌（團章）是將纏的「頭」的橫截面置於櫻花中所設計的。

## 歷史
1658年（萬治元年），明暦大火燒毀了江戶的大部分地區，江戶中定消防所（定火消）成立。在江戶，町居民居住的町人地區所發生的火災是由「伊呂波（いろは）」組分組的町火消進行撲滅。一旦發生火災，旗本就會指揮駐紮在消防所被稱為「臥煙」的消防員，據說當時使用的纏的起源就是「馬印」。
此外，據東京消防廳稱，1720年（享保5年）4 月，大岡越前守試圖透過讓鎮上的消防員戴上纏來提高士氣。當時的「纏」是一面名為「纏幟（のぼり）」的旗幟。它包含火災區域和火災現場指南等資訊。
直到1872年（明治5年），町火消更名為消防署時，所有纏的馬簾上才開始出現黑線。

## 注解
1. ↑  . www.edosyoubou.jp.   [2024-02-21].
2. 1 2  のぼり、馬印、馬簾、纏の語源や歴史的な関係については、折口（1918年）に詳しい。
3. ↑  折口（1918年）に「まといを振りたてゝ、日傭人足の指図をした」とある。
4. 1 2 3 4  . 東京消防廳.   [2014年6月14日]. （原始内容存档于2024年5月1日）.
5. ↑  坪野進：金の火消は加賀の華◇伝統「加賀纏」唯一の職人 製作技術を次代につなぐ◇『日本經濟新聞』朝刊2017年5月9日文化面
6. ↑  内閣府中央防災会議、2004年、39頁
7. ↑  臥煙については、内閣府中央防災会議（2004年、42–43頁）に若干の記述がある。

## 相關項目
- 町火消
- 旗物
- 馬簾水母（日语：バレンクラゲ）

## 外部連結
- 町火消纏装束之図 （页面存档备份，存于）